# Бонино, Хосе Мигес
Хосе Мигес Бонино (исп. José Míguez Bonino; 5 марта 1924, Росарио, Санта-Фе — 1 июля 2012, Тандиль, Буэнос-Айрес) — аргентинский теолог, богослов, считается одним из видных сторонников теологии освобождения.

## Биография
Бонино был воспитан в лоне методистской церкви и с юности активно участвовал в жизни общины. Он изучал теологию в университете Буэнос-Айреса в период с 1943 года по 1948 год. Далее Хосе Бонино работал в церковных отделениях Боливии, а после получения степени он стал пастырем в Мендосе. Далее Бонино решил отправиться в США для продолжения учёбы в школе теологии Кэндлера в Атланте, по окончании обучения получил степень магистра. В 1954 году он стал профессором догматики в Буэнос-Айресе. В 1958 году он оставил преподавание, чтобы продолжить обучение в Нью-Йоркской объединённой теологической семинарии, где он получил докторскую степень в 1960 году, защитив диссертацию по теме экуменизма..
Хосе Бонино был назначен главой Евангельского факультета теологии, который в 1961 году присоединился к Лютеранскому факультету теологии, что впоследствии сформировало то, чем сейчас является евангельский Институт высших теологических исследований (ISEDET), где он возглавлял отдел аспирантуры. Бонино совмещал академическую деятельность с пастырским служением в Методистской Церкви Буэнос-Айреса. Во время Второго Ватиканского Собора он был единственным протестантским наблюдателем из Латинской Америки.
С 1961 по 1977 год Хосе Бонино был членом Комиссии по вере и порядку Всемирного Совета Церквей (ВСЦ), а с 1975 по 1983 год-одним из членов президентства ВСЦ. Он был также исполнительным секретарем южноамериканской Ассоциации богословских учреждений между 1970 и 1976 год. В 1994 году, несмотря на отсутствие партийной принадлежности, он был избран в Конституционную ассамблею, которая приняла поправку 1994 года к Конституции Аргентины, в которой он принимал участие, в частности, в решении социальных вопросов и вопросов прав человека.

## Теология
Хосе Бонино был под большим влиянием идей социального Евангелия, однако и критиковал их за излишний идеалистический утопизм, по которому Царствие Божие предстоит в истории человечества. Он также стремился связать евангельские идеи с социальной заботой. Богословие Карла Барта также имело большое значение в развитии его мысли. Бонино считается одним из основателей латиноамериканской теологии освобождения, и он был привержен политической этике, ориентированной на бедных и защиту прав человека. Он описал теологию освобождения как: « ответ поколения молодых католиков и евангелистов на призыв Святого Духа к обновленной духовной, этической и социальной приверженности бедным, призыв к новой и интегральной евангелизации».

## Сочинения
- What does it mean to be a church of Christ here today?. Methopress. 1966.
- Open Council: a Protestant interpretation of the Second Vatican Council. Editorial La Aurora. 1967.
- Human integration and Christian unity. Evangelical Seminary of Puerto Rico. 1969.
- Criticism of violence in Latin America. Latin American Board of Church and Society (ISAL). 1971.
- Love and do what you want: towards a new man’s ethic. Editorial Escatón. 1972.
- People oppressed, lord of history. Tierra Nueva. 1972.
- Space to be men: an interpretation of the Bible for our world. Tierra Nueva. 1975.
- Christians and Marxists: The mutual challenge for revolution. Grand Rapids: Eerdmans. 1975.
- Jesus: neither defeated nor celestial monarch. Tierra Nueva. 1977.
- Faith in search of efficacy: an interpretation of Latin American theological reflection on liberation. Editions Follow me. 1977.
- Puebla and Oaxtepec: a Protestant and Catholic critic. Tierra Nueva. 1980.
- Toward a Christian Political Ethics. Philadelphia: Fortress Press. 1982.
- Liberation Theology. Editorial Caribe. 1986.
- with Míguez, Néstor Oscar (1990). So that they have life: meetings with Jesus in the Gospel of John. General Meeting of Global Ministries, United Methodist Church.
- The Dictionary of the Ecumenical Movement. World Council of Churches; Grand Rapids: Eerdmans. 1991.
- Conflict and unity in the church. Sebila. 1992.
- Power of the gospel and political power: the participation of evangelicals in political life in Latin America. Kairós Editions. 1994.
- Faces of Latin American Protestantism. Grand Rapids: Eerdmans. 1995.